# Isla occidental de las Querquenes
Garbi o Gharbi (en árabe: جزيرة غَرْبِي) es la segunda más grande de las islas Querquenes frente a la costa este de Túnez. El nombre significa "occidental" en lengua árabe. La ciudad principal es Mellita. La isla tiene una superficie de 69 km². La isla más grande del grupo, Chergui, significa "oriental" en árabe.
La isla tiene forma trapezoidal y se extiende en diagonal catorce kilómetros, con un ancho máximo de siete kilómetros. Existe una única carretera asfaltada que pasa por el puerto de Sidi Youssef.
Está en gran parte ocupada por una laguna. Su paisaje característico es de escasas palmeras, donde algunos huertos están plantados con olivos y vides. El pueblo principal está situado en el centro y concentra cerca de un tercio de la población de las islas Querquenes (alrededor de 5.000 habitantes). Un segundo pueblo está situado al este: Ouled Ezzedine.